# حمزه کاشغری
حمزه کاشغری (زاده ۱۹۸۹ میلادی در جده) خبرنگار، شاعر، فعال سایبری، روزنامه‌نگار و وبلاگ نویس به جرم اتهام اهانت به پیامبر اسلام در مالزی بازداشت و به عربستان سعودی تحویل داده شد. حمزه کشغری با وجود درخواست هزاران نفر از مردم مسلمان عربستان برای صدور حکم اعدام وی، پس از حدود دو سال حبس از زندان آزاد شد.

## بازداشت و حکم اعدام
حمزه کاشغری، شب تولد محمد بن عبدالله (پیامبر اسلام) این سه جمله را خطاب به او در توئیتر نوشت:
- در روز تولدت من خواهم گفت که من آن شورش را در تو دوست داشتم، همیشه منبع الهام من بوده‌است، ولی من آن هاله نور در اطراف شما را دوست ندارم، در هر صورت من برای شما دعا نخواهم کرد.
- در روز تولدت هر جا که نگاه می‌کنم شما رو می‌بینم، بعضی وقت‌ها عاشق بسیاری از وجوه شخصیت شما هستم ولی از بسیاری از وجوه شخصیت شما متنفر هستم و آن‌ها را درک نمی‌کنم.
- در روز تولد شما در مقابل شما به سجده نخواهم افتاد و دستان شما را نخواهم بوسید، بلکه ترجیح میدم مثل دو انسان برابر دست شما را بفشارم و به شما خواهم خندید همان‌طور که شما به من می‌خندید. من با شما مثل یک دوست برابر صحبت خواهم کرد و نه بیش از این.

حمزه کاشغری بلافاصله بعد از این تویتها تهدید به مرگ شد و مجبور به فرار به مالزی شد. وی در مالزی دستگیر شده و در فوریه ۲۰۱۲ قرار شد تحویل مقامات سعودی داده شود.
مقام‌های مالزی وی را روز چهارشنبه پس از ورود به آن کشور، بازداشت کردند.
دولت مالزی می‌گوید، پلیس بین‌المللی، اینترپل، از جانب ملک عبدالله و مقام‌های سعودی تقاضای بازداشت وی را کرده بود.
حکم اهانت به پیامبر اسلام در عربستان سعودی اعدام است.
وکیل کاشغری توانسته بود حکمی را دریافت کند که به این خبرنگار اجازه می‌داد تا زمان برگزاری دادگاهش در مالزی بماند، ولی این حکم خیلی دیر صادر شده و کاشغری به عربستان سعودی برگردانده شد.
عفو بین‌الملل هشدار داد که اگر حمزه کاشغری در عربستان سعودی به عنوان مرتد شناخته شود، خطر اعدام تهدیدش می‌کند.

### آزادی
سرانجام پس از دو سال بی‌خبری و نگرانی مجامع بین‌المللی حقوق بشر از وضعیت سلامت وی، خبرگزاری‌های عرب اعلام کردند که وی از زندان آزاد گشته. حمزه کشغری خبر آزادی اش را در توییتر شخصیش منتشر کرد. همچنین یکی از دوستان نزدیک وی و وکیل این نویسنده تأیید کردند که حمزه کشغری در تاریخ ۲۹ اکتبر ۲۰۱۳ از زندان آزاد شده‌است.